# Wen-Hsiung Li
Wen-Hsiung Li (李文雄; * 22. September 1942 in Pingtung, Taiwan) ist ein taiwanischer Genetiker und Evolutionsbiologe im Zentrum für Biodiversitäts-Forschung an der Academia Sinica in Taiwan. Er war Professor für Ökologie und Evolution an der University of Chicago. Als ein führender Forscher auf dem Gebiet der molekularen und menschlichen Evolution arbeitete er bei der DNA-Sequenzierung des menschlichen Genoms im Humangenomprojekt mit.
Seine Forschungsschwerpunkte sind:
- genetische Grundlagen und Evolutionsmechanismen für das Farbsehen bei Säugetieren
- Erforschung der Junk-DNA
- Entwicklung von statistischen Methoden und Computerprogrammen zur Analyse von Protein- und DNA-Sequenzen
- molekulare Evolution, molekulare Distanz und molekulare Uhr: Die Ganggeschwindigkeit der molekularen Uhr hängt von der Generationenfolge ab. Je kürzer die Generationen sind, desto schneller läuft die Uhr. Die Uhr läuft fünfmal so schnell für Ratten und Mäuse wie für Affen und Menschen.
- Einfluss des Geschlechts auf die Evolution: Die Mutationsrate ist bei männlichen Lebewesen (höhere Primaten, Nagetiere) großer als bei weiblichen.
- Unterschiede zwischen Schimpansen und Menschen sind viel geringer als angenommen (2001)
- Erforschung der Koevolution auf molekularer Ebene (Koevolution des Wachstumshormons und seiner Rezeptoren)
- Evolution der Gen-Regulation
- Gen Duplizierung, Evolution von doppelten Genen

## Leben
Wen-Hsiung Li wurde 1942 in Taiwan geboren. 1968 erhielt er einen M.S. in Geophysik von der National Central University in Taiwan. 1972 erreichte er seinen Ph.D. in angewandter Mathematik/Genetik an der Brown-Universität in Providence Rhode Island. Von 1972 bis 1973 arbeitete er an der University of Wisconsin-Madison (Genetik). 1973 wechselte er zur University of Texas, wo er 1984 zum Professor ernannt wurde. Seit 1998 arbeitete er an der University of Chicago.

## Ehrungen, Mitgliedschaften
- Academia Sinica, 1998
- American Academy of Arts and Sciences, 1999
- Präsident der Society of Molecular Biology and Evolution, 2000
- National Academy of Sciences, 2003
- Balzan-Preis 2003 für Genetik und Evolution[1]; Li erhält nach Sewall Wright (1984) und John Maynard Smith (1991) als dritter Evolutionsgenetiker den Balzan-Preis.
- Mendel Medal der Genetics Society, 2009

## Werke
- Herausgeber der Zeitschrift 'Molecular Phylogenetics and Evolution' seit 1991
- Molecular Evolution 1997 Handbuch
- Mitherausgeber des 'Journal of Molecular Evolution' seit 1998
- Herausgeber der Zeitschrift 'Gene' von 1997 bis 2001